# Azerbajdzsán javasolt világörökségi helyszínei
Azerbajdzsán területéről eddig öt helyszín került fel a világörökségi listára, tíz helyszín a javaslati listán várakozik a felvételre.
| Megnevezés                                       | Kép | Típus      | Kritérium     | Év   | Link |
| ------------------------------------------------ | --- | ---------- | ------------- | ---- | ---- |
| Atashgyakh (tűzáldozati templom, múzeum)         |     | kulturális | I, III        | 1998 |      |
| Nahicseváni mauzóleum                            |     | kulturális | I, IV         | 1998 | 1173 |
| Binegadi negyedkori fauna és flóra lelőhelye     |     | természeti | VIII, IX      | 1998 | 1175 |
| Lökbatani sárkúp                                 |     | természeti | VII, VIII, IX | 1998 | 1176 |
| A Kaszpi-tenger partvidékének védelmi építményei |     | kulturális | -             | 2001 | 1573 |
| "Baku Stage" hegység                             |     | természeti | VIII, IX      | 1998 | 1177 |
| Şuşa történelmi és régészeti helyszín            |     | kulturális | I, IV, V, VI  | 2001 | 1574 |
| Ordubad                                          |     | kulturális | I, IV, V      | 2001 | 1575 |
| Choda Afarin-i hidak                             |     | kulturális | II, IV        | 2021 | 6621 |
| Azik és Taglar barlangrendszer                   |     | kulturális | I, III        | 2021 | 6547 |

## Elhelyezkedésük
Azerbajdzsán javasolt világörökségi helyszínei